# Ethiofencarb
Ethiofencarb ist ein synthetisches Insektizid aus der Wirkstoffgruppe der Carbamate. Es wurde 1975 von der Firma Bayer eingeführt.

## Gewinnung und Darstellung
Ethiofencarb kann durch die Reaktion von 2-(Chlormethyl)phenol mit Ethanthiol und Methylisocyanat gewonnen werden. Alternativ ist auch die Reaktion von 2-Ethylthiomethylphenol mit Phosgen und Methylamin möglich.

## Wirkungsweise
Ethiofencarb wirkt sowohl als Kontaktgift als auch als Fraßgift. Es ist in seiner Wirkungsweise vergleichbar mit allen Insektiziden der Carbamat-Klasse. Es hemmt das Enzym Acetylcholin-Esterase in den Synapsen des Nervensystems. Dadurch  funktioniert die Reizweiterleitung der Nerven nicht mehr richtig, was Lähmung der Muskeln, insbesondere des Atmungssystems bewirkt und schließlich den Tod zur Folge haben kann.

## Verwendung
Ethiofencarb wird vor allem gegen Blattläuse eingesetzt. So kommt es zum Beispiel im Obst-, Gemüse- und Getreideanbau zur Anwendung. Der Wirkstoff findet in Präparaten als Granulat oder Emulsion zum Sprühen Anwendung und wird unter dem Namen Croneton vertrieben.

## Toxikologie
Die World Health Organization stuft Ethiofencarb als Klasse-Ib-Toxin (sehr gefährlich) ein. Sie gibt einen ADI-Wert von 0,1 mg/kg an. Vergiftungen mit Ethiofencarb können Symptome wie Muskelschwäche, Faszikulation, Übelkeit und Bauchschmerzen sowie Störungen des zentralen Nervensystems hervorrufen.
Ethiofencarb ist giftig für Fische und Wasserorganismen sowie für manche Pflanzen. Es wird als umweltgefährdend eingestuft. Die Verbindung hat eine hohe Mobilität im Boden, wird aber schnell durch Oxidation zum Sulfon und Sulfoxid und durch Hydrolyse der Carbamatgruppe zu den korrespondierenden Phenolen abgebaut. Ethiofencarb ist zudem anfällig für Photooxidation. Flüssigkonzentrate mit 100 – 500 g/l werden als bienengefährlich (B1) eingestuft, während zehnprozentiges Granulat die Bienengefährdungsstufe B4 (nicht bienengefährlich) hat.

## Analytik
Der zuverlässige Nachweis und die Quantifizierung von Ethiofencarb kann mittels flüssigchromatographischer Methoden erfolgen. Zur Identifizierung kann nach der chromatographischen Trennung ein Massenspektrometer verwendet werden.

## Zulassung
Ethiofencarb hat in der Europäischen Union keine Zulassung mehr. In allen Lebensmitteln beträgt die Rückstandshöchstmenge 0,01 mg/kg. In Indien besteht eine Zulassung des Wirkstoffs.